# Cerkas (Bîkova Hreblea), Bila Țerkva
Cerkas (în ucraineană Черкас) este un sat în comuna Bîkova Hreblea din raionul Bila Țerkva, regiunea Kiev, Ucraina. În secolul al XIX-lea, satul făcea parte din volostul Cerkas, uezdul Vasîlkiv.

## Demografie
Componența lingvistică a localității Cerkas
     Ucraineană (99,08%)
     Alte limbi (0,76%)
Conform recensământului din 2001, majoritatea populației localității Cerkas era vorbitoare de ucraineană (99,08%), existând în minoritate și vorbitori de alte limbi.